# Provinz Magallanes
Die Provinz Magallanes ist eine Provinz Chiles innerhalb der Región de Magallanes y de la Antártica Chilena. Sie liegt südlich der Provinz Última Esperanza sowie westlich der Provinz Tierra del Fuego.

Wappen der Provinz Magallanes

Die Provinz umfasst den äußersten Süden des chilenischen Festlandes mit der Brunswick-Halbinsel und dem sich nördlich anschließenden Gebiet bis zur argentinischen Grenze am 52. Breitengrad, die Inseln Dawson, Riesco, Santa Inés, Clarence, Desolación und weitere Inseln.
Nach dem Ergebnis der Volkszählung von 2012 hat die Provinz 128.199 Einwohner bei einer Fläche von 38.400,8 km² und ist damit die bevölkerungsreichste Provinz dieser Region.
In der Provinz leben 63.427 Männer und 64.772 Frauen; 123.599 Personen leben in der städtischen Siedlung Punta Arenas selbst, 4.600 auf dem Land.
Hauptstadt und einzige städtische Siedlung der Provinz ist Punta Arenas auf der Brunswick-Halbinsel. Weitere größere Siedlungen sind René Schneider, Puerto Harris (beide Comuna Punta Arenas), Posesión Uno, Bernardo O’Higgins (beide Comuna San Gregorio) und Villa Tehuelches (Comuna Laguna Blanca).

## Liste der Gemeinden
Die Provinz gliedert sich in 4 Gemeinden (Comunas).
| Gemeinde      | Fläche (km²) | Einwohner (2012) | Einwohner (2002) |
| ------------- | ------------ | ---------------- | ---------------- |
| Punta Arenas  | 17.846,3     | 127.454          | 119.496          |
| Laguna Blanca | 3.695,6      | 208              | 663              |
| Río Verde     | 9.975,2      | 153              | 358              |
| San Gregorio  | 6.883,7      | 384              | 1.158            |

## Nachweise
1. ↑  Instituto Nacional de Estadísticas, Resultados XVIII Censo de Población 2012, Tomo 1, Santiago 2014, S. 58
2. ↑  Instituto Nacional de Estadísticas, División Político Administrativa y Censal 2007, Santiago 2008, S. 269
3. ↑  Instituto Nacional de Estadísticas, Resultados XVIII Censo de Población 2012, Tomo 1, Santiago 2014, S. 58
4. ↑  Instituto Nacional de Estadísticas, Chile: Ciudades, Pueblos, Aldeas y Caseríos 2005, Santiago 2005, S. 263–267
5. ↑  Instituto Nacional de Estadísticas, División Político Administrativa y Censal 2007, Santiago 2008, S. 269
6. ↑  Instituto Nacional de Estadísticas, Resultados XVIII Censo de Población 2012, Tomo 1, Santiago 2014, S. 58